# Recueil de jurisprudence

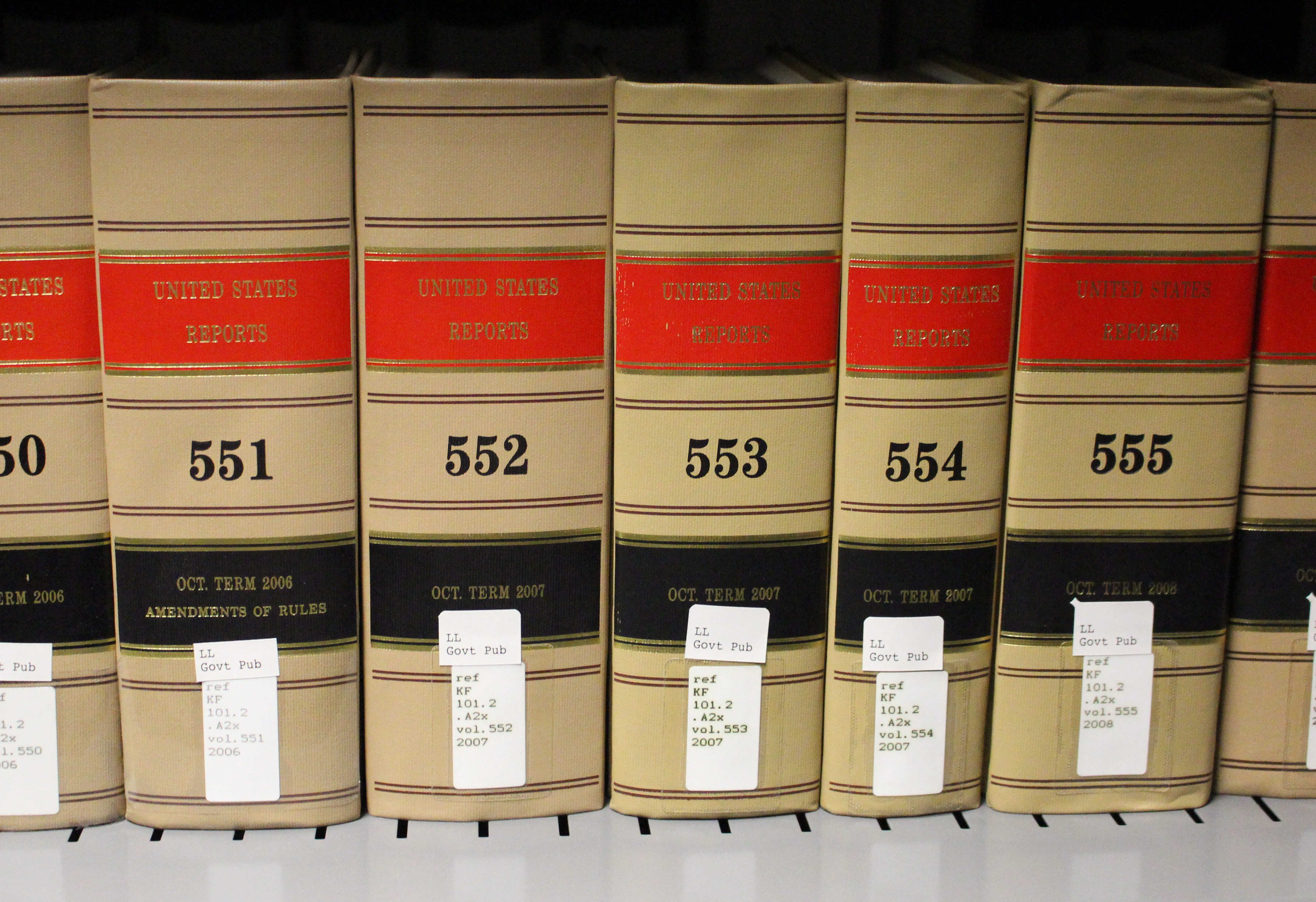
Les United States Reports, le recueil des décisions de la Cour suprême des États-Unis

Un recueil de jurisprudence (également appelé au Québec un Rapport Juridique) ou tout simplement un recueil sont des publications contenant des arrêts, jugements ou autres décisions qui forment la jurisprudence décidée par des juridictions, et plus souvent des juridictions du second degré (les cours d'appel) ainsi que des instances suprêmes ou de cassation.
Dans certains pays ou en ce qui concerne certaines instances, l'édition des décisions judiciaires dans un recueil n'est pas systématique - seules les décisions les plus importantes sont publiées. Par exemple, en France seuls certains arrêts de la Cour de Cassation sont édités au Recueil des arrêts. A contrario, la quasi-totalité des décisions des Cours d'Appel Fédérales des États-Unis est éditée au Federal Reporter, le recueil officiel des arrêts.